# Nikolaï Nikolaïevitch Tzvelev
Nikolaï Nikolaïevitch Tzvelev (russe : Николай Николаевич Цвелёв) était un botaniste soviétique puis russe. Découvreur de plusieurs espèces de plantes, en taxonomie végétale, son nom est abrégé en Tzelev

## Biographie
Jeune, il aimait à constituer des herbiers de la flore de Tambov.
Tzvelev participa à la Grande Guerre patriotique sur le Front de l'Est, notamment le premier front biélorusse et la bataille de Berlin. Pendant une année, il intégra ensuite les effectifs du Groupement des forces armées soviétiques en Allemagne.
En 1951, il fut diplômé de la faculté de biologie de l'université nationale de Kharkiv avant d'être un étudiant de troisième cycle à l'Institut de botanique Komarov, dont il fut tard le directeur de l'herbier, puis le directeur scientifique.
En 1957, il rejoignit la société botanique de Russie puis en 1967 la Société des naturalistes de Moscou. En 1999, on le vit devenir membre de la Linnean Society of London.
En 2000, il obtint le statut de membre correspondant de l'Académie des sciences de Russie.

## Distinctions
- 1978 : Prix Komarov (Премия имени В. Л. Комарова (ru))
- 1989 : Prix d'État de l'URSS

## Plantes décrites par Tzvelev
- Arctanthemum
- Arctanthemum arcticum
- Betula baschkirica
- Betula pubescens var. golitsinii
- Betula vologdensis
- Bienertia kossinskyi
- Caroxylon aphyllum
- Caroxylon dendroides
- Caroxylon gemmascens
- Caroxylon laricinum
- Caroxylon orientale
- Caroxylon tomentosum
- Chenopodium badachschanicum
- Diphasiastrum complanatum subsp. hastulatum
- Glebionis carinata
- Hesperis buschiana
- Hesperis hirsutissima
- Hesperis robusta
- Hesperis schischkinii
- Hulteniella
- Hulteniella integrifolia
- Ixeridium
- Ixeridium dentatum
- Knorringia
- Knorringia sibirica
- Krascheninnikovia lenensis
- Leucanthemella
- Leucanthemella linearis
- Leucanthemella serotina
- Neocaspia
- Neocaspia foliosa
- Nitrosalsola
- Nitrosalsola nitraria
- Salicornia borysthenica
- Salsola pontica var. glabra
- Suaeda sect. Macrosuaeda
- Tanacetum millefolium
- Xerochrysum bracteatum
- Xylosalsola
- Xylosalsola arbuscula

## Plantes portant son nom
- Aconogonon tzvelevii V.Yu.Barkalov & Vyschin
- Arthraxon inermis var. tzvelevii Hook.f.
- Calamagrostis tzvelevii Husseinov
- Chamomilla tzvelevii (Pobed.) Rauschert
- Deschampsia tzvelevii Prob.
- EchiKoeleria tzvelevii, nochloa tzvelevii Mosyakin ex Mavrodiev & H.Scholz
- Elymus tzvelevii Kotukhov
- Festuca tzveleviana Lazkov
- Festuca tzvelevii E.B.Alexeev
- Heliotropium tzvelevii T.N.Popova
- Koeleria tzvelevii  N.V.Vlassova
- Matricaria tzvelevii Pobed.
- Milium vernale subsp. tzvelevii Prob.
- Paracolpodium tzvelevii Gabrieljan
- Phelipanche tzvelevii Teryokhin
- Phleum tzvelevii O.N.Dubovik
- Poa tzvelevii Prob.
- Stipa tzveleviana Kotukhov
- Stipa tzvelevii Ikonn.
- Taraxacum tzvelevii Schischk.
- Tripleurospermum tzvelevii Pobed.
- Typha tzvelevii Mavrodiev
- Viola tzvelevii Vl.V.Nikitin

## Publications
- 1973. Conspectus specierum tribus Triticeae Dum. familiae Poaceae in Flora URSS. Novosti Sistematiki Vysshikh Rastenij 10: 19—59.
- 1983. Grasses of the Soviet Union. Amerind, New Delhi, India.
- 1989. The system of grasses (Poaceae) and their evolution. Bot. Review 55: 141—204.
- 2000. Manual of the Vascular Plants of North-West Russia (Leningrad, Pskov and Novgorod Regions). 781 pp. Saint Petersburg State Chemical-Pharmaceutical Academy Press. Saint Petersburg
- 2003. Flora of Russia. Vol. 8. Taylor & Francis, 700 pp.  (ISBN 90-5410-758-8)
- 2007. Vascular Plants of Russia and Adjacent States (the Former USSR). Cambridge Univ. Press, 532 pp.  (ISBN 0-521-04483-9),  (ISBN 978-0-521-04483-7)